# Überschiebung
| Bewegungsrichtung | Einfallswinkel < 45° | Einfallswinkel > 45° |
| ----------------- | -------------------- | -------------------- |
| aufwärts          | Überschiebung        | Aufschiebung         |
| abwärts           | Unterschiebung       | Abschiebung          |

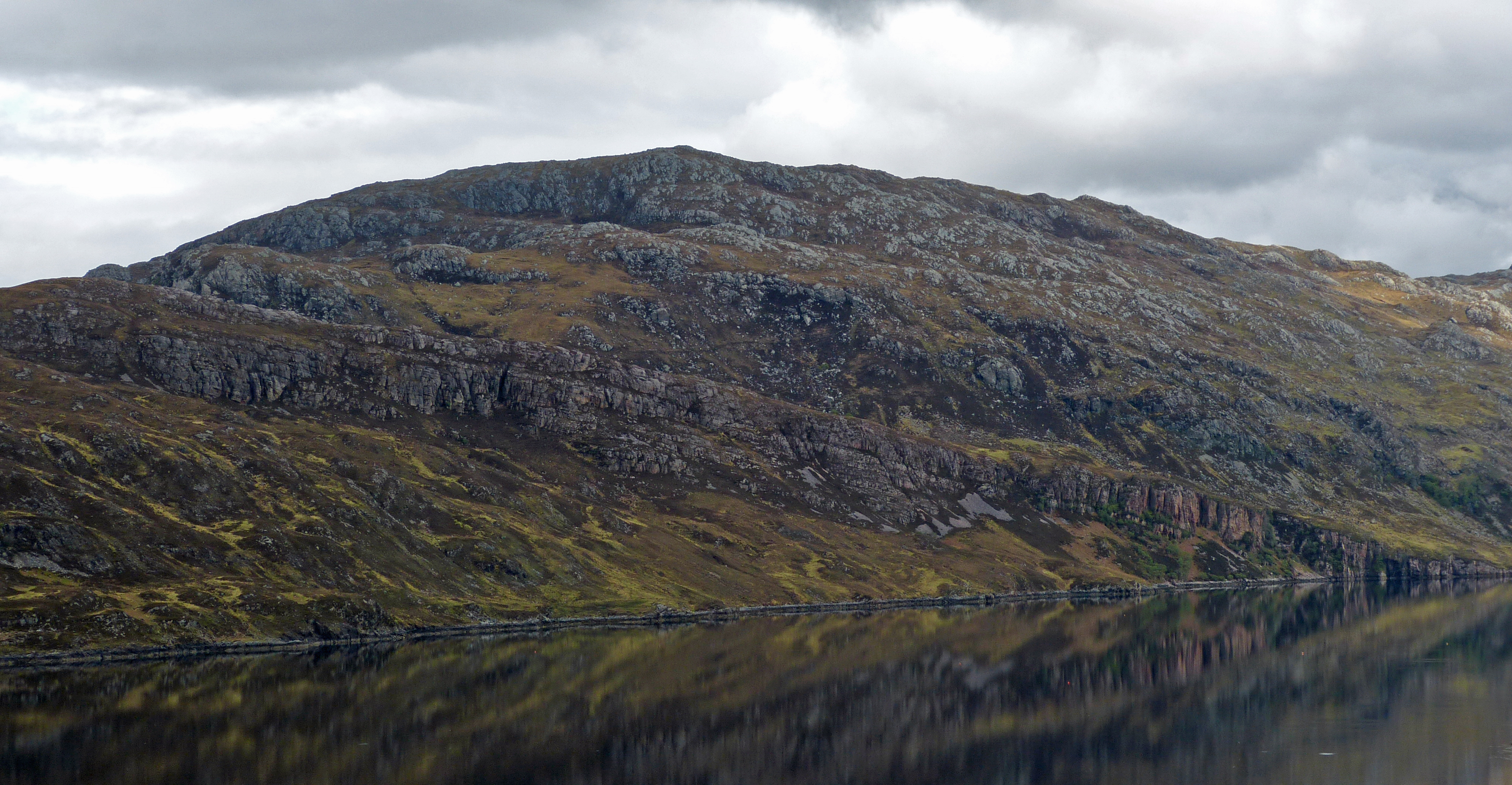
Die Glencoul-Überschiebungszone in den Irisch-Schottischen Kaledoniden. Dort ist proterozoischer Gneis auf kambrischen Sandstein überschoben worden. Im Gegensatz zur wenige Kilometer östlich verlaufenden Moine-Überschiebung verläuft diese hier noch innerhalb des laurentischen „Vorlandes“ der Kaledoniden.

Eine Überschiebung (englisch thrust fault) ist in der Geologie eine tektonische Störung, bei der die Hangendscholle eine Aufwärtsbewegung vollzieht. Dabei tritt kein oder nur geringer Seitenversatz auf (Ramsay & Huber, 1988; S. 521). Im Bergbau wird sie auch als Wechsel bezeichnet. Im Gegensatz zu einer Aufschiebung fällt die Störungsfläche einer Überschiebung mit weniger als 45° ein. Möbus (1989) stellt fest, dass der Überschiebungsbetrag umso größer ist, je geringer der Fallwinkel ist.
Die Bildungsmechanismen bei Auf- und Überschiebungen sind ähnlich, jedoch verlaufen Überschiebungen wegen des geringen Neigungswinkels zumeist innerhalb eines Gesteinskörpers, während bei Aufschiebungen mehrere Gesteinspakete durchschlagen werden. Grundsätzlich sind sowohl Auf- als auch Überschiebungen das Ergebnis von Einengungs- oder Kompressionstektonik.
Überschiebungen in Orogenen und deren Vorland bringen oft ältere Gesteinspakete über jüngere. Ramsey & Huber (1988; S. 521) bezeichnen Überschiebungen als Tektonische Decken, wenn sie einen Versatz von 10 km oder mehr aufweisen, wobei die Deckeneinheiten von ihrem Herkunftsgebiet „abgerissen“ sein können („wurzellose Decken“).

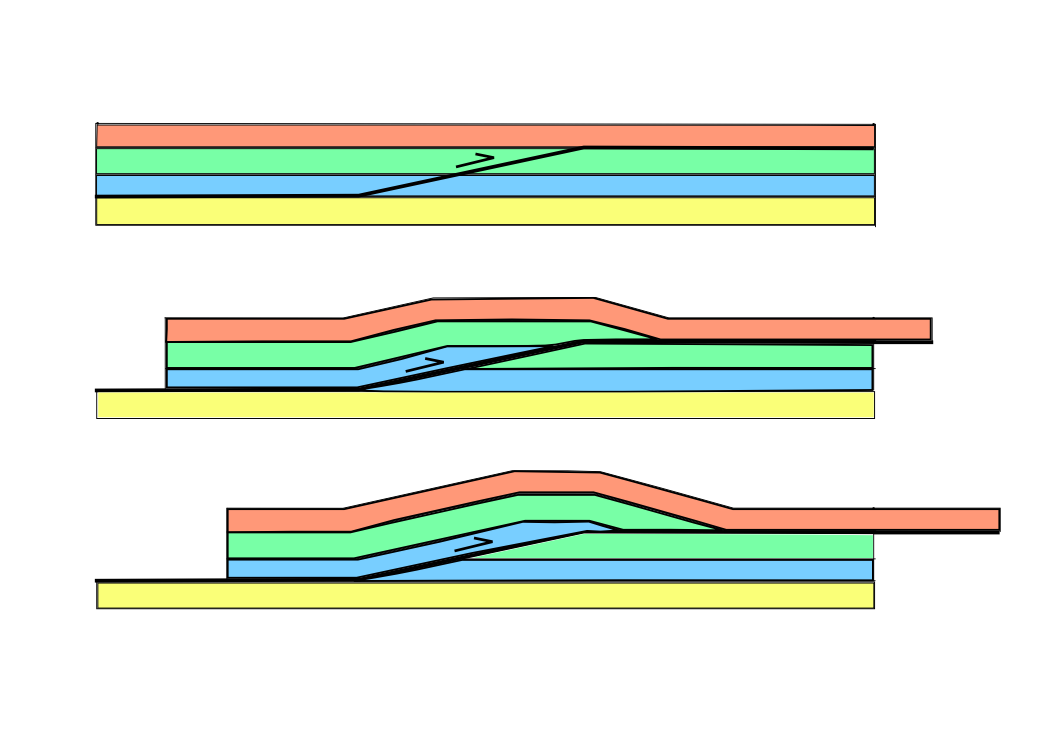
Schematische Darstellung der Entstehung einer Fault-Bend-Falte mit Versatz entlang einer teils völlig söhlig liegenden, schichtparallelen, teils flach einfallenden, schichtpenetrierenden Überschiebungsbahn („Rampen-Flachbahn-Geometrie“).

In Falten-und-Überschiebungsgürteln von Orogenen bilden sich nicht selten treppenartige Überschiebungsgeometrien, die mit der Entstehung von Fault-Bend-Falten (wörtl. „Störungsbiegefalten“) einhergehen (vgl. zweite Abb.). Die söhlig liegenden, parallel zu und zwischen zwei Schichtpaketen verlaufenden Abschnitte einer solchen Überschiebung werden Flachbahn genannt, die flach einfallenden Abschnitte mit vertikalem Schichtversatz Rampe.

## Beispiele
Zu den in der Literatur häufig aufgezählten Überschiebungen gehören in den Alpen die Glarner Hauptüberschiebung und die Tauernüberschiebung.
Die Mettauer Überschiebung ist Teil der Südschwarzwälder Hauptbewegungszone.
Auch im Rheinischen Schiefergebirge sind Überschiebungen häufig, so etwa die Aachener Überschiebungen, die mit anderen geologischen Gegebenheiten verantwortlich für die Entstehung der Aachener Thermalquellen sind.
Eine prominente kaledonisch entstandene Überschiebung in Europa ist der Moine Thrust im Schottischen Hochland.